# Balliales
Balliales H.-G. Choi, G.T. Kraft, & G.W. Saunders, 2000, segundo o sistema de classificação de Hwan Su Yoon et al. (2006), é o nome botânico de uma ordem de algas vermelhas pluricelulares da classe Florideophyceae, subfilo Rhodophytina.

## Táxons inferiores
Família: Balliaceae H.-G. Choi, G.T. Kraft, & G.W. Saunders, 2000
Gêneros: Ballia